# در حمزة (نرغسان)
در حمزة (بالفارسية: درحمزه) هي قرية تقع في إيران في قسم نرغسان الریفي. يقدر عدد سكانها بـ 0 نسمة بحسب إحصاء 2016.